# 伊苏瓦尔站
伊苏瓦尔站是法国的一个铁路车站，位于法国城市伊苏瓦尔。

## 位置
伊苏瓦尔站位于伊苏瓦尔市区的中部，老城区以东，圣日耳曼沟－尼姆铁路454,453公里处，距离克莱蒙费朗大约35公里。车站大致呈南北走向，开口朝西。

## 设施
伊苏瓦尔站设有人工售票窗口，其开放时间如下：
- 周一至周五：5:50~19:20
- 周六：5:50~18:50
- 周日及节假日：10:50~19:20

此外，伊苏瓦尔站站内还设有自动售票机等设施。

## 停靠线路
以下列车线路在伊苏瓦尔站停靠：
| 伊苏瓦尔站列车线路表                   |            |                        |            |              |
| 线路                                   | 车种       | 上一站                 | 下一站     | 大致运行频率 |
| 克莱蒙费朗—贝济耶                      | INTERCITÉS | 克莱蒙费朗             | 布拉萨克矿 | 每天1趟      |
| 克莱蒙费朗—尼姆                        | INTERCITÉS | 克莱蒙费朗/拉帕丢      | 布拉萨克矿 | 每天1趟      |
| 克莱蒙费朗—尼姆                        | TER        | 拉帕丢                 | 布拉萨克矿 | 每天1~2趟    |
| 克莱蒙费朗—勒皮                        | TER        | 拉帕丢/维克勒孔特/帕朗 | 勒布勒伊   | 每天3趟左右  |
| 克莱蒙费朗—欧里亚克                    | TER        | 拉帕丢/维克勒孔特      | 布拉萨克矿 | 每天4趟左右  |
| 克莱蒙费朗—图卢兹                      | TER        | 拉帕丢                 | 布拉萨克矿 | 每天1趟      |
| 穆兰/里永/克莱蒙费朗—伊苏瓦尔/布里乌德 | TER        | 帕朗                   | 勒布勒伊   | 每天10趟左右 |
| 1. 2.                                  |            |                        |            |              |

## 配套交通

### 长途客车
| 停靠伊苏瓦尔站的大巴车 |                            | |
| 上下车地点             | 运营单位                   | 主要线路及目的地 |
| 伊苏瓦尔站门口         | SNCF Car TER               | - 26线：克莱蒙费朗、维克勒孔特、Arvant、布里乌德、Darsac、勒皮 - 当某条铁路线施工或罢工时，SNCF可能也会提供途径该线路沿途站点的大巴车 |
| Sous-Préfecture        | 多姆山省城际客运 Transdôme | - 44线：梅洛、希德拉克、圣万森、圣弗洛雷、索里耶                                                                                      |
| Rue Jean Monet         | Flixbus                    | - 717线：巴黎、马西、布尔日、贝济耶、蒙彼利埃                                                                                         |
| 1. 2. 3. 4.            |                            | |

### 市内交通
伊苏瓦尔站附近暂无固定的城市公共交通线路。

### 社会车辆
伊苏瓦尔站门口设有社会车辆停车场。

## 临近车站
| 伊苏瓦尔站（Gare d'Issoire）   |                      |                            |
| 上行车站                       | 线路                 | 下行车站                   |
| 帕朗-库德-尚佩站 10.3km ←      | 圣日耳曼沟－尼姆铁路 | 库兹河畔勒布勒伊站 → 8.7km |
| - 本表仅显示运营中的线路及车站 |                      |                            |